# Ambasciatore inglese nel Granducato di Toscana
L'Ambasciatore del Regno Unito nel Granducato di Toscana era il primo rappresentante diplomatico prima del Regno d'Inghilterra, poi del Regno di Gran Bretagna e poi del Regno Unito nel Granducato di Toscana, nonché responsabile della missione diplomatica in Toscana. Il titolo ufficiale era l'ambasciatore di Sua Maestà Britannica nel Granducato di Toscana.

## Capi delle missioni

### Inviati straordinari
- Elisabetta I d'Inghilterra non diede incarichi ad ambasciatori per l'Italia sino al 1600.
1600–1601: Ludovick Bryskett Ambasciatore speciale[1]
1603–1604: Sir Anthony Standen Ambasciatore speciale[1]
1604: Sir Michael Balfour Ambasciatore speciale[1]
1608–1609: Sir Stephen Lesieur Ambasciatore speciale[1]

Nessuna rappresentanza
- 1631–1633: Jerome Weston[1]

Nessuna rappresentanza
- 1659–1664: Joseph Kent Agente[1]
1661: George Digby, II conte di Bristol Ambasciatore speciale[1]
- 1665–1671: Sir John Finch Ambasciatore[1]
1670: Thomas Belasyse, visconte Fauconberg Ambasciatore straordinario[1]
1670: Clement Cottrell Ambasciatore speciale[1]
1670: James Hamilton[1]
1672: Sir Bernard Gascoigne a Firenze durante anche una missione diplomatica per l'Imperatore del Sacro Romano Impero[1]
- 1678: Thomas Plott Agente[1]
- 1681–1689: Sir Thomas Dereham, baronetto Ministro residente[1][2]
- 1689–1690: Sir Lambert Blackwell[3]
- 1690–1697: Nessuna relazione diplomatica Sir Lambert Blackwell risiedette a Leghorn come console[3]
- 1697–1705: Sir Lambert Blackwell[3]
- 1704–1711 Dr Henry Newton[3]
- 1710–1714: Hon. John Molesworth[3][4]
- 1714–1722: Henry Davenant[3][5]
- 1722–1724: Hon. John Molesworth Inviato in Savoia ma de facto residente in Toscana nel 1722-1723 e trattato come Plenipotenziario[3]
- 1724–1733: Francis Colman Residente[3]
- 1733–1734: Brinley Skinner (console) Chargé d'affaires[2][3]
- 1734–1739: Charles Fane[2][3]

### Inviati straordinari e Ministri Plenipotenziari
- 1740–1786: Sir Horace Mann, I baronetto[6] Chargé d'affaires 1738-1740; Ministro 1740-1765; Inviato straordinario 1767-1782; Inviato straordinario e Plenipotenziario 1782-1786[3][7]
- 1786–1787: Sir Horace Mann, II baronetto Chargé d'affaires dopo la morte di suo padre[3]
- 1787–1788: John Udney (console a Leghorn) Chargé d'affaires[3]
  - 1787: William Fawkener (pro tempore)[8]
- 1787–1794: John Hervey, Lord Hervey[6]
- 1794–1814: Hon. William Wyndham[6]
- 1814–1818: John Fane, lord Burghersh[6]

Gli ambasciatori furono anche rappresentanti diplomatici per il Regno Unito nei ducati di Parma, Modena e Lucca dal 1818
- 1818–1830: John Fane, lord Burghersh[6]

### Ministri residenti
- 1830–1835: Sir George Seymour[9]
- 1835–1838: Hon. Ralph Abercromby[10]

### Inviati straordinari e Ministri Plenipotenziari
- 1838–1846: Hon. Henry Fox[11]
- 1846–1850: Sir George Hamilton[12]
- 1850–1851: Richard Sheil[13]
- 1851–1852: James Hudson[14]
- 1852–1854: Sir Henry Bulwer[15]
- 1854–1858: Constantine Phipps, I marchese di Normanby[16]
- 1858: Henry Howard (pro tempore)[17]
- 1858: Richard Lyons[18]
- Dec 1858–1859: Peter Campbell Scarlett[19]

Nel 1858, il Granducato di Toscana venne occupato dal Regno di Sardegna ed abolito nel 1859